# Via Verda de la Terra Alta

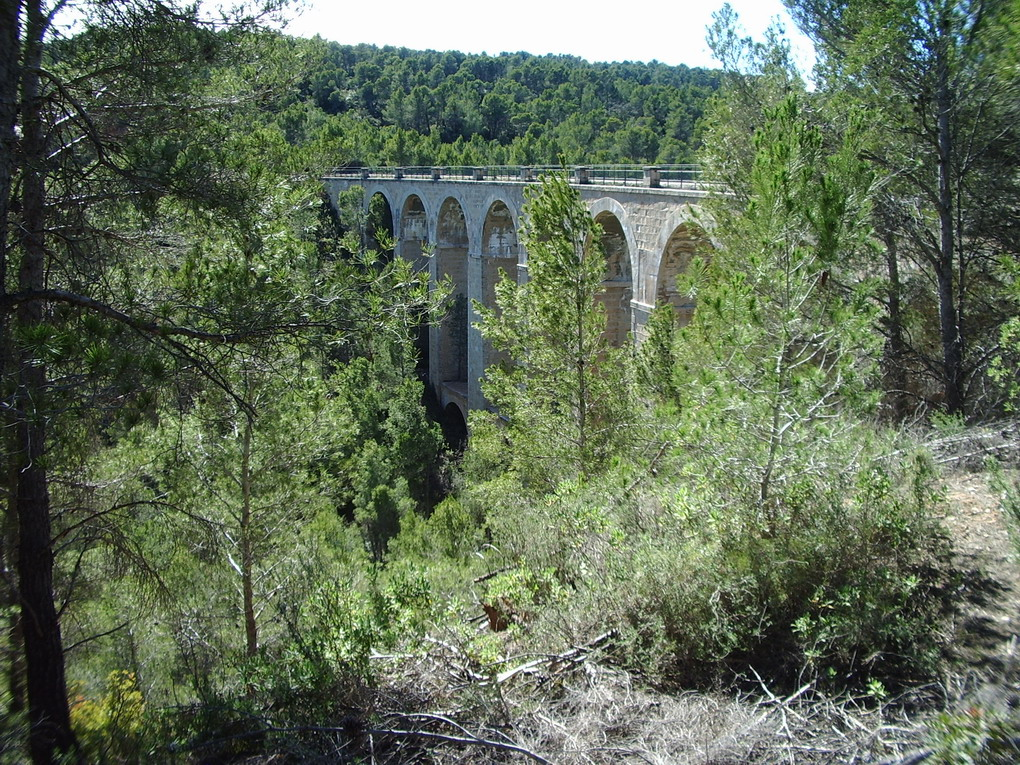
Das größte Viadukt an der Via Verda de la Terra Alta

Via Verda de la Terra Alta (Katalanisch für Grüner Weg der Terra Alta) ist ein spanischer Bahntrassenradweg und verläuft mit einer Länge von 23,6 Kilometern auf der Trasse einer ehemaligen Bahnlinie von El Pinell de Brai (Bahnhof) nach Arnes/Lledó. Wegen der schwierigen geografischen Verhältnisse führt die Trasse durch 20 Tunnel und über 5 Viadukte.

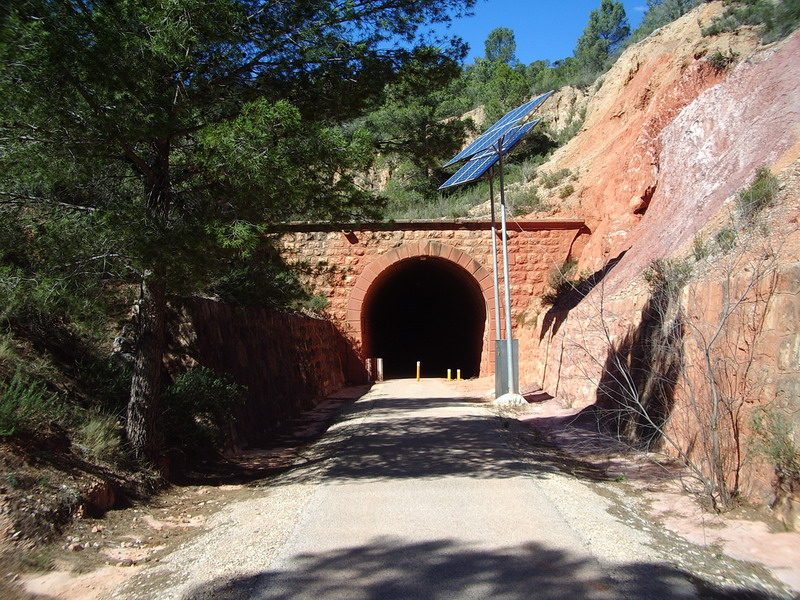
Tunnel mit Photovoltaikanlage, Via Verda de la Terra Alta

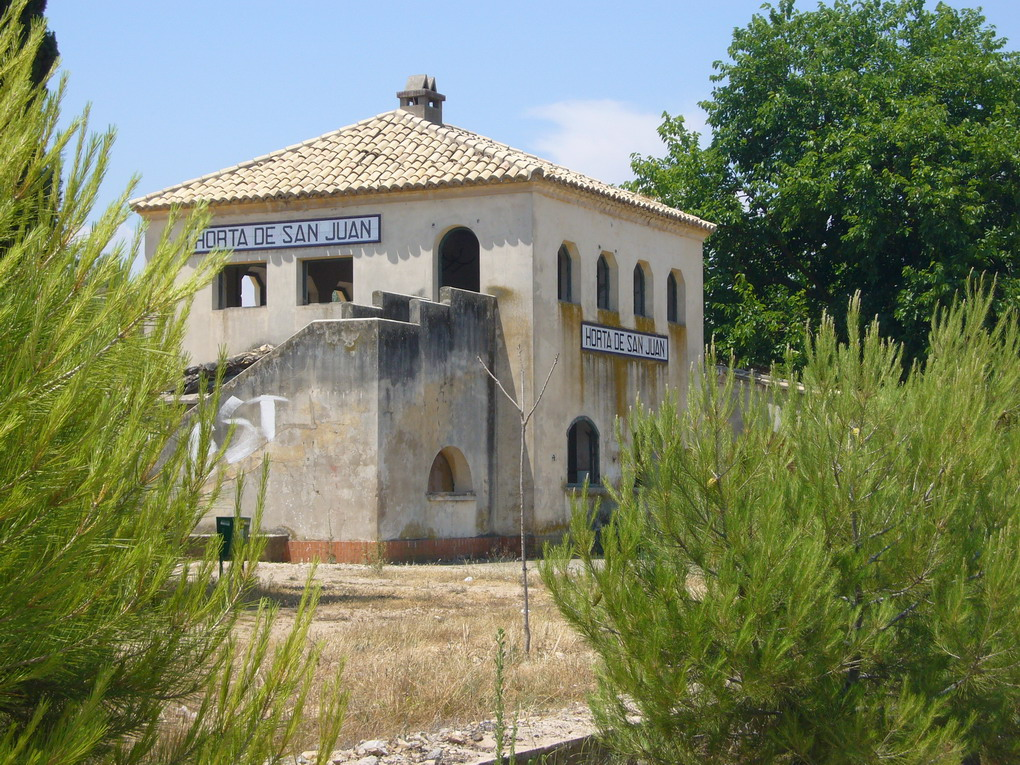
Der verlassene Bahnhof von Horta de Sant Joan an der Via Verda de la Terra Alta

Der durchgängig asphaltierte und gut ausgeschilderte Radweg ermöglicht schöne landschaftliche Einblicke besonders in seinem Verlauf entlang des Flusses Canaletas. Die Tunnel sind wo nötig beleuchtet, sofern die Photovoltaikanlagen nicht beschädigt oder entwendet wurden. Da die Bahntrasse keine Steigungen von mehr als 3,5 % aufweist, werden mühelos 330 Höhenmeter auf knapp 24 km Strecke überwunden.
Der Weg beginnt als Verlängerung des Bahntrassenradwegs Camí Natural del Baix Ebre am alten Bahnhof 6 km südwestlich des eigentlichen Ortes El Pinell de Brai im Weinanbaugebiet der Terra Alta. Anfang des Jahres 2008 ist die Verlängerung des Radwegs auf der alten Bahntrasse Richtung Alcañiz bis Valjunquera fertiggestellt (siehe Vía Verde de la Val de Zafán)
Die ehemaligen Stationen sind:
- El Pinell de Brai (Bhf)
- Prat de Comte (Bhf)
- Bot
- Horta de Sant Joan (Bhf)
- Arnes/Lledó (Bhf)

## Geschichte der Bahnstrecke
Der beschriebene Streckenabschnitt ist Teil eines Projektes einer Bahnlinie von La Puebla de Híjar über Tortosa nach Sant Carles de la Ràpita am südlichen Rand des Ebrodelta, das 1882 begonnen wurde, dessen letzter Abschnitt aber niemals fertiggestellt wurde. Die Strecke war bis 1971 im Betrieb und erreichte den Höhepunkt ihrer Bedeutung während des Spanischen Bürgerkrieges. Die Verschüttung eines Tunnels war der offizielle Anlass zur Einstellung des Bahnverkehrs, nachdem die Rentabilität der Bahnlinie stetig zurückgegangen war.